# Dokování

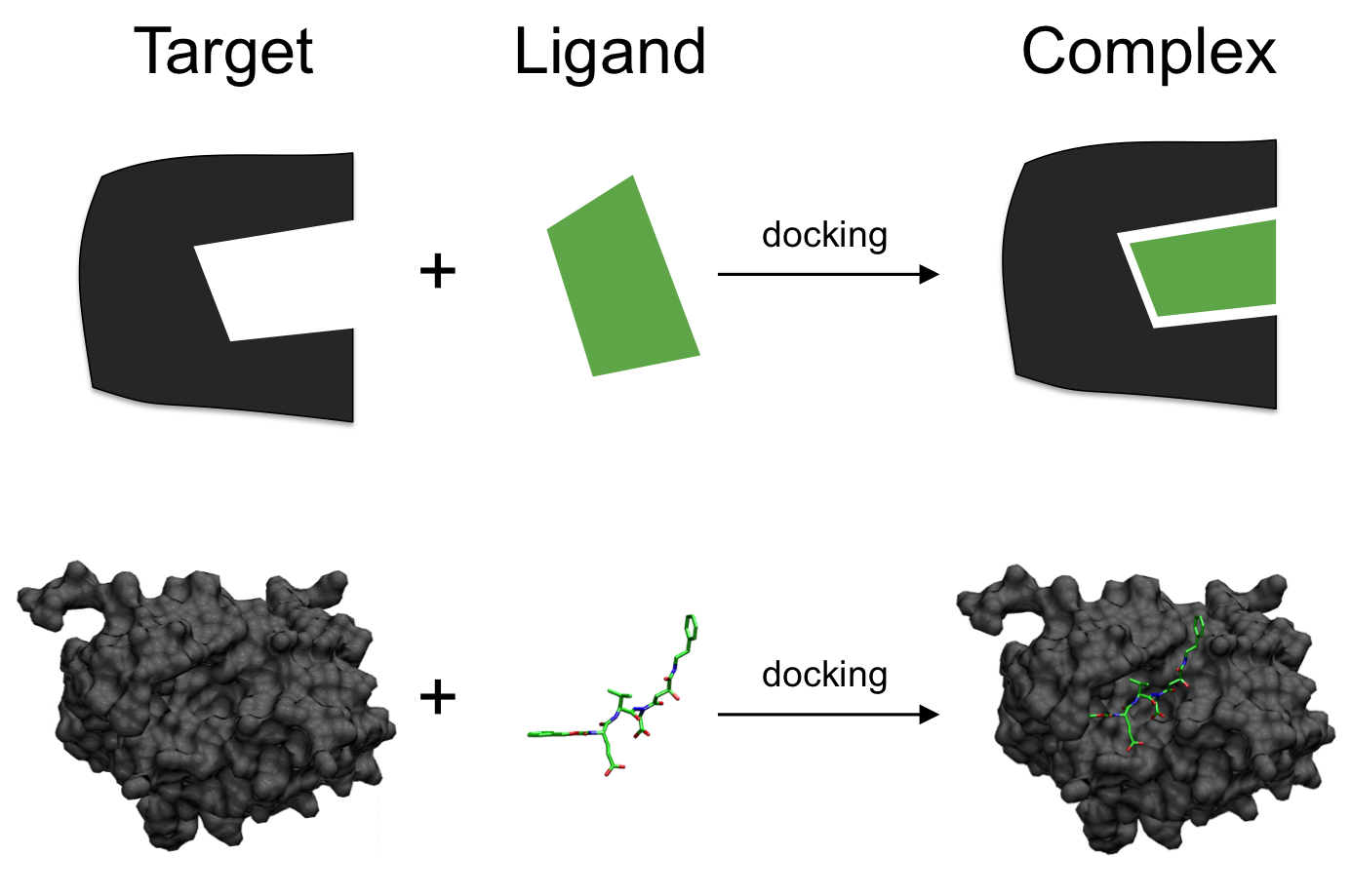
Schematická ilustrace dokování malé molekuly ligandu (zeleně) na molekulu bílkoviny (černě)

Dokování je v oblasti molekulárního modelování in silico metodou, která předpovídá preferovanou orientaci jedné molekuly k druhé při vzájemné vazbě (dochází ke stavbě komplexu). Znalost preferované orientace může být použita k predikci síly asociace molekul, popř. vazebné afinity mezi těmito molekulami. Tuto předpověď lze kvantifikovat pomocí skórovací funkce. Asociace mezi biologicky aktivními molekulami, jako jsou proteiny, peptidy, nukleové kyseliny, sacharidy a lipidy hraje významnou roli především při přenosu signálu. Kromě toho může interakce dvou interagujících partnerů ovlivnit typ produkovaného signálu (agonismus vs. antagonismus). Dokování je tedy důležité i z pohledu predikce produkovaného signálu.
Molekulární dokování je jednou z nejčastěji používaných metod při návrhu nových léčiv založeného na struktuře, a to především díky možnosti predikce vazebné konformace ligandu na vhodné aktivní místo. Charakterizace vazebného chování hraje důležitou roli při racionálním návrhu léčiv, i při objasňování základních biochemických procesů.

## Přístupy dokování
V oblasti molekulárního dokování existují dva populární přístupy.
Prvním z nich je shape-complementary docking, který porovnává vztah povrchu molekul ligandu a cílové molekuly.
Druhým z nich je simulation docking, který simuluje skutečný proces dokování a počítá tedy s energetickými interakcemi ligandu a cílové molekuly.

## Mechanismy dokování
Nutnou podmínkou k provedení dokování je znalost cílové molekuly (struktura bývá obvykle stanovena pomocí biofyzikálních metod, jako je rentgenová krystalografie nebo NMR spektroskopie). Známá struktura cílové struktury a databáze potenciálních ligandů pak slouží jako vstupy do dokovacího programu. Úspěšnost dokování pak závisí na dvou komponentech – na užitém algoritmu a skórovací funkci.

## Vyhodnocení dokování
Pro správnou predikci vazebných pozic a afinit na cílovou molekulu a pro získání věrohodných dat, je nutné nastavit správné parametry dokování. Pro určení predikčních schopností dokování je obecně vyžadováno posouzení dokovacího protokolu (provádí se porovnáním s experimentálními daty, pokud jsou k dispozici). Posouzení dokování lze provést pomocí různých strategií:
1. výpočet přesnosti dokování
2. korelace mezi hodnotami získanými ze skórovací funkce a experimentálními výsledky
3. pomocí induced-fit modelu.